# Зимові Дефлімпійські ігри 1991
XI Зимові Дефлімпійські ігри пройшли в м. Банфф, Канада, з 2 по 9 березня 1991 року. У змаганнях взяв участь 181 спортсмен з 16 країн. Це вже другі дефлімпійські ігри, які було проведено в Осло. Перші пройшли взимку 1953 року.

## Дисципліни
Змагання пройшли з 4 спортивних дисциплін.

### Індивідуальні
| - Гірськолижний спорт - Лижні гонки - Ковзанярський спорт |

### Командні
| - Хокей - Лижні гонки |

## Країни-учасники
У XII Зимових дефлімпійських іграх взяли участь спортсмени з 16 країн:
| - Австрія - Велика Британія - Німеччина - Італія - Канада - Норвегія |  | - Нова Зеландія - СРСР - США - Фінляндія - Чехословаччина |  | - Франція - Швейцарія - Швеція - Югославія - Японія |

## Нагороди
Країна господар (Канада)
| Місце    | Країна          | Золото | Срібло | Бронза | Загалом |
| -------- | --------------- | ------ | ------ | ------ | ------- |
| 1        | СРСР            | 5      | 3      | 3      | 11      |
| 2        | Норвегія        | 4      | 4      | 4      | 12      |
| 3        | Австрія         | 3      | 2      | 1      | 6       |
| 4        | США             | 3      | 1      | 4      | 8       |
| 5        | Швейцарія       | 2      | 1      | 0      | 3       |
| 6        | Франція         | 1      | 1      | 0      | 2       |
| 7        | Швеція          | 0      | 3      | 1      | 4       |
| 8        | Канада          | 0      | 2      | 3      | 5       |
| 9        | Велика Британія | 0      | 1      | 2      | 3       |
| 10       | Німеччина       | 0      | 1      | 0      | 1       |
| 11       | Італія          | 0      | 0      | 1      | 1       |
| 11       | Фінляндія       | 0      | 0      | 1      | 1       |
| Загалом: | Загалом:        | 18     | 18     | 18     | 54      |